# Fiume Mignone (basso corso)
Fiume Mignone (basso corso) este o arie protejată (arie specială de conservare — SAC, sit de importanță comunitară — SCI) din Italia întinsă pe o suprafață de 90 ha, integral pe uscat.

## Localizare
Centrul sitului Fiume Mignone (basso corso) este situat la coordonatele 42°12′50″N 11°50′18″E / 42.213889°N 11.838333°E.

## Înființare
Situl Fiume Mignone (basso corso) a fost declarat sit de importanță comunitară în iunie 1995 pentru a proteja 10 specii de animale. Situl a fost protejat și ca arie specială de conservare în decembrie 2016.

## Biodiversitate
Situată în ecoregiunea mediteraneană, aria protejată conține 4 habitate naturale: Cursuri de apă de la nivel de câmpie la nivel montan, cu vegetație Ranunculion fluitantis și Callitricho-Batrachion, Liziere de ierburi înalte hidrofile de câmpie și de nivel montan până la alpin, Galerii de Salix alba și de Populus alba, Pajiști uscate seminaturale și facies de acoperire cu tufișuri pe substraturi calcaroase (Festuco-Brometalia) (* situri importante pentru orhidee).
La baza desemnării sitului se află mai multe specii protejate:
- păsări (1): pescăruș albastru (Alcedo atthis)
- amfibieni (2): Salamandrina terdigitata, Triturus carnifex
- pești (5): Alosa fallax, Barbus tyberinus, Cobitis bilineata, Padogobius nigricans, Rutilus rubilio
- reptile (2): țestoasa de baltă (Emys orbicularis), țestoasă bănățeană (Testudo hermanni)

Pe lângă speciile protejate, pe teritoriul sitului au mai fost identificate 1 specie de plante, 2 specii de amfibieni, 1 specie de mamifere, 1 specie de pești.